# Eulaema seabrai
Eulaema seabrai là một loài Hymenoptera trong họ Apidae. Loài này được Moure mô tả khoa học năm 1960.